# 운문산반딧불이
운문산반딧불이는 반딧불이과의 곤충이다. 몸길이는 10~14mm이다. 몸은 검은색이나 앞가슴등판과 소순판은 적갈색이다. 수컷의 발광기는 배끝의 2마디이지만, 암컷의 경우는 끝에서 2번째 1마디이다. 암컷의 몸 형태는 수컷과 유사하나, 수컷보다 몸의 폭이 넓다. 한반도 중부 이남에 서식하는 한국고유종이다.